# Chunri (Pingtung)
Chunri (chinesisch 春日鄉, Tongyong Pinyin Chunrìh Siang, W.-G. Ch'un1-jih4 Hsiang1, Paiwan: Kasugagu) ist eine Landgemeinde im Landkreis Pingtung auf Taiwan (Republik China).

## Lage
Chunri liegt am südlichen Ende des Hauptkamms des Taiwanischen Zentralgebirges. Das Gelände ist von schmalen Tälern und steilen bewaldeten Berghängen geprägt. Die mittlere Höhe reicht von 500 Metern bis über 1500 über dem Meeresspiegel. Höchste Erhebung ist mit 1631 m der auf der Grenze zur Nachbargemeinde Daren liegende Guzilunshan (姑⼦崙⼭). Die maximale Nord-Süd-Ausdehnung der Gemeinde beträgt etwa 13 Kilometer und die maximale Ausdehnung etwa in ostnordöstlicher Richtung liegt bei 17,7 Kilometern. Die Nachbargemeinden sind Daren (Landkreis Taitung) im Osten, Fangliao im Westen, Shizi im Süden und Laiyi im Norden.
Das Klima ist ein tropisches Monsunklima mit höchsten Durchschnittstemperaturen von maximal 26,9 °C im Juli und minimal 18,6 °C im Januar. Der Jahresniederschlag liegt bei 2630 mm, und die Monate Mai bis Oktober bilden die eigentliche Regenzeit.

## Geschichte
Aufgrund ihrer Abgelegenheit lag die Gegend von Chunri außerhalb der Hauptentwicklunglinien der Taiwanischen Geschichte. Die Ureinwohner der Region sind austronesische Ethnien. Eine etwas engere administrative Durchdringung des Gebiets begann erst in den letzten Jahren der Qing-Herrschaft. Zur Zeit der japanischen Herrschaft über Taiwan (1895–1945) wurden die indigenen Völker gewaltsam befriedet und Chunri gehörte ab den 1920er Jahren zur neu eingerichteten Präfektur Takao. Nach Übernahme Taiwans durch die Republik China wurde 1950 der Landkreis Pingtung eingerichtet und Chunri wurde zu einer Landgemeinde.

## Bevölkerung
Nach der offiziellen Statistik gehörten Ende 2017 4662 Personen (etwa 95 %) den indigenen Völkern an. Ganz überwiegend handelte es sich um Paiwan.

## Verwaltungsgliederung
| Tjuvecekadan 七佳村 Lalekeleke 力里村 Seveng 士文村 Kinayiman 歸崇村 Kuabar, 古華村 Kasuvongan 春日村 |

Chunri ist in 6 Dörfer gegliedert (Namen in der Paiwan-Sprache, in chinesischer Schrift und Transkription).
- Kasuvongan, 春日村 (Chunri)
- Kuabar, 古華村 (Guhua)
- Seveng, 士文村 (Shiwen)
- Kinayiman, 歸崇村 (Guichong)
- Lalekeleke, 力里村 (Lili)
- Tjuvecekadan, 七佳村 (Qijia)

## Verkehr
Provinz- oder Kreisstraßen gibt es in Chunri nicht. In Ostwestrichtung verläuft eine Gemeindestraße. Dabei handelt es sich um die frühere Dahanshan-Waldstraße, 大漢山林道, eine alte Straße, deren Route noch auf die Qing-Zeit zurückgeht und die bis 2014 den Status einer Kreisstraße (Nr. 198) hatte.
Die Straße ist größtenteils unbefestigt und darf nicht von Fahrzeugen mit mehr als 10 Personen befahren werden. Das Verbot wurde aber zumindest in der Vergangenheit von Touristik-Busunternehmen häufiger umgangen.

## Landwirtschaftliche Produkte
Der Boden gilt als wenig fruchtbar. Angebaut werden Kartoffeln, Süßkartoffeln, Erdnüsse, Mais und Hirse. In neuerer Zeit gewinnt der Obstbau (Mango, Javaapfel, Papaya u. a.) an Bedeutung.

## Tourismus
Chunri liegt abseits der Touristenströme und hat wenig touristische Infrastruktur. Eine Möglichkeit des Naturtourismus bietet der alte Jingshuiying-Wanderweg (浸水營古道), der über eine Länge von 15,4 Kilometern in eine maximale Höhe von 1503 Metern führt und in der Nachbargemeinde Daren endet.
Im Dorf Tjuvecekadan () ist eine in neuerer Zeit verlassene, jahrhundertealte Siedlung der Paiwan mit typischen, in Schieferstein-Bauweise errichteten Häusern zu besichtigen.